# クルーゾTGV駅
クルーゾTGV駅(クルーゾTGVえき、フランス語: Gare du Creusot TGV)はフランス・ル＝クルーゾにあるLGV南東線の鉄道駅で、開業は1981年9月27日とLGV南東線と同時である。エキュイスの郊外に位置しており、道路によりアクセス可能である。
駅構内は4線配置で、両側にプラットホームを2線を備え、中央の2線は通過線となっており通過するTGVは最高速度で通過していく。当駅からパリへはTGVで1時間20分、リヨンへは40分それぞれかかる。